# Iet van Feggelen
Irène Maria Jo Arnoldina Koster-van Feggelen –conocida como Iet van Feggelen– (1921-2012) fue una deportista neerlandesa que compitió en natación, especialista en el estilo espalda. Ganó dos medallas en el Campeonato Europeo de Natación, plata en 1938 y bronce en 1947.

## Palmarés internacional
| Campeonato Europeo | Campeonato Europeo    | Campeonato Europeo | Campeonato Europeo |
| Año                | Lugar                 | Medalla            | Prueba             |
| ------------------ | --------------------- | ------------------ | ------------------ |
| 1938               | Londres (Reino Unido) | Medalla de plata   | 100 m espalda      |
| 1947               | Montecarlo (Mónaco)   | Medalla de bronce  | 100 m espalda      |